# Año Internacional de la Tabla Periódica de los Elementos Químicos
El año 2019 marca el 150.º aniversario del descubrimiento del sistema periódico de los elementos químicos, uno de los logros más significativos de la ciencia que captura la esencia de la química, la física y la biología. Para concienciar a nivel mundial sobre esta ciencia básica, especialmente en los países en desarrollo, para mejorar la calidad de la vida cotidiana y, entre otras cosas, lograr futuros avances en materia de investigación y desarrollo, la Asamblea General de las Naciones Unidas declaró 2019 como el Año Internacional de la Tabla Periódica de los Elementos Químicos.

## Celebración
La celebración de un Año Internacional de la Periódica Tabla de los Elementos Químicos en 2019 conmemora el 150.º aniversario de la creación de la tabla periódica de los elementos químicos por el científico ruso Dmitri Mendeléyev, considerado uno de los padres de la química moderna. El avance decisivo de Mendeléyev, en 1869, fue la predicción de las Propiedades de los cinco elementos y sus componentes. Asimismo, dejó espacio en la tabla periódica para los elementos que habrían de descubrirse en el futuro.

El Año Internacional de la Tabla Periódica
Un Lenguaje común para la Ciencia
La Tabla Periódica de Elementos Químicos es uno de los logros más significativos de la ciencia, ya que captura la esencia no solo de la química, sino también de la física y la biología.
1869 es considerado como el año del descubrimiento del sistema periódico por Dmitri Mendeleev. 2019 será el 150 aniversario de la Tabla Periódica de Elementos Químicos y, por lo tanto, ha sido proclamado "Año Internacional de la Tabla Periódica de Elementos Químicos (AIT2019)" por la Asamblea General de las Naciones Unidas y la UNESCO.
Organización de las Naciones Unidas

## Actos organizados
El acto de apertura se celebró en la sede de la Unesco en París el 29 de enero de 2019. Por todo el mundo se celebraron multitud de actos conmemorativos, congresos, exposiciones y conferencias. La organización preparó una exposición itinerante, que pudo verse en varias ciudades del planeta. En Rusia se instaló en el Instituto Central de Investigaciones Nucleares de Dubna y tuvo especial impacto, siendo inaugurada por alta autoridades políticas y científicas.

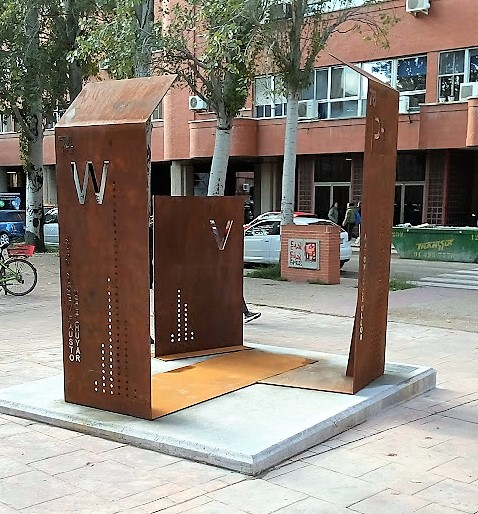
Escultura colocada junto a la Facultad de CC. Químicas de la Universidad Complutense, para conmemorar el Año Internacional de la Tabla Periódica de los Elementos Químicos

En España, el Centro de Recursos para el Aprendizaje y la Investigación  de la Universidad de Barcelona organizó dos exposiciones, una con el título Històries ocultes dels elements, en la Biblioteca de Física y Química, y otra titulada La taula periòdica: una icona científica, social i cultural en la Biblioteca de Letras. La Universidad de Zaragoza llevó a cabo una exposición titulada Construyendo la Tabla Periódica, complementada con la publicación de un libro con el mismo título escrito por Miguel Calvo Rebollar. La Universidad de Murcia construyó una Tabla gigante a lo largo de la fachada de uno de sus edificios. En la Universidad Complutense de Madrid se colocó una escultura con los símbolos y características de los tres elementos químicos cuyo descubrimiento se atribuye a científicos españoles, vanadio, platino y wolframio y se organizaron exposiciones y conferencias relacionadas con el evento. 
En México, la UNAM organizó una exposición temporal en el Museo de las Ciencias, completada con la publicación de un catálogo dirigido por María Luisa Passarge donde cada elemento de la Tabla es descrito por un científico distinto.
La ceremonia de clausura tuvo lugar en Tokio (Japón) el 5 de diciembre de 2019